# Славицкая, Антонина Керимовна
Антонина Керимовна Славицкая (укр. Антоніна Керимівна Славицька) — украинский политик. Народный депутат Украины IX созыва (с 2019 года). Член партии «Оппозиционная платформа — За жизнь».

## Биография
Родилась 30 апреля 1988 года в Киеве. Окончила Национальный университет «Одесская юридическая академия» (2003—2008), специальность «Правоведение», квалификация «Магистр права». Кандидат юридических наук
С 2003 года — помощник ректора, помощник-консультант народного депутата Украины Сергея Кивалова.
С 2017 года — предприниматель.
Кандидат в народные депутаты от партии «Оппозиционная платформа — При жизни» на парламентских выборах 2019, № 37 в списке. На время выборов: руководитель адвокатского бюро «Славицкая и партнеры».
Народный депутат Украины (IX созыва, с 2019). Член Комитета Верховной Рады по антикоррупционной политике.